# Muzeul Județean „Aurelian Sacerdoțeanu” Vâlcea
Muzeul Județean „Aurelian Sacerdoteanu” Vâlcea este un muzeu județean din Râmnicu Vâlcea.
Este adăpostit într-o clădire construită în 1898, reamenajată arhitectonic în perioada 1978–1981 și declarată monument de arhitectură. Colecțiile expoziției permanente sunt dispuse cronologic, dezvăluind vizitatorilor anii de viețuire neîntreruptă pe aceste locuri, care se întind de-a lungul văii Oltului, la poalele Carpaților. Expoziția permanentă se deschide cu mărturii arheologice din epoca paleolitică, neolitică și din cea a bronzului expuse într-o realizare grafică modernă. Din perioada cuceririi romane în expoziție atrag atenția siturile arheologice reconstituite de la Stolniceni, Ocnița, castrul roman Arutela - Căciulata și tezaurul de monede imperiale din argint care a fost descoperit la Pădurețu (Băbeni). Perioada de afirmare a statului feudal românesc este redată prin surprinderea evoluției obștilor de moșneni și a satelor aservite, prin procesul de constituire al marilor familii de dregători și prin apariția habitatului citadin râmnicean. Viața evului mediu vâlcean poate fi cunoscută prin intermediul descoperirilor făcute în parcul central al orașului, din cele de la schitul Inătești, schitul Ostrov și de la Budești, unde s-au găsit tezaure monetare din sec. al XVI-lea, ca și din unele exponate reprezentând în original și în facsimil documente din secolul al XVIII-lea. În expoziție se găsesc, de asemenea, obiecte de artă din secolele XVI - XVII, realizate la Brașov sau provenind din comerțul de tranzit care au fost expuse în două interioare: unul țărănesc și unul boieresc. Contribuția vâlcenilor la revoluția de la 1821 și 1848, la făurirea statului modern și la războiul de independență din 1877 este pusă în valoare cu ajutorul exponatelor concrete: documente, cromolitografii și arme. Prin expunerea unor imagini de altădată din presa literară și din tipărituri editate de personalități vâlcene, s-a încercat scoaterea în evidență a dezvoltării vieții spirituale și cultural-educative din această zonă. În vitrină sunt expuse manuale școlare, obiecte memoriale, portretele unor reprezentative personalități vâlcene: Anton Pann, Petrache Poienaru, Dimitrie Drăghicescu, Gib Mihăescu, Cecilia Cuțescu-Storck.